# Sigma Aquarii
Sigma Aquarii (57 Aquarii) é uma estrela na direção da constelação de Aquarius. Possui uma ascensão reta de 22h 30m 38.82s e uma declinação de −10° 40′ 40.4″. Sua magnitude aparente é igual a 4.82. Considerando sua distância de 265 anos-luz em relação à Terra, sua magnitude absoluta é igual a 0.27. Pertence à classe espectral A0IVs.